# Sesamoides suffruticosa var. latifolia
Sesamoides suffruticosa subsp. latifolia é uma variedade de planta com flor pertencente à família Resedaceae. 
A autoridade científica da variedade é (Merino) G.López, tendo sido publicada em Anales Jard. Bot. Madrid 48: 100. 1991.

## Portugal
Trata-se de uma variedade presente no território português, nomeadamente em Portugal Continental.
Em termos de naturalidade é nativa da região atrás indicada.

## Protecção
Não se encontra protegida por legislação portuguesa ou da Comunidade Europeia.